# Javier Saviola

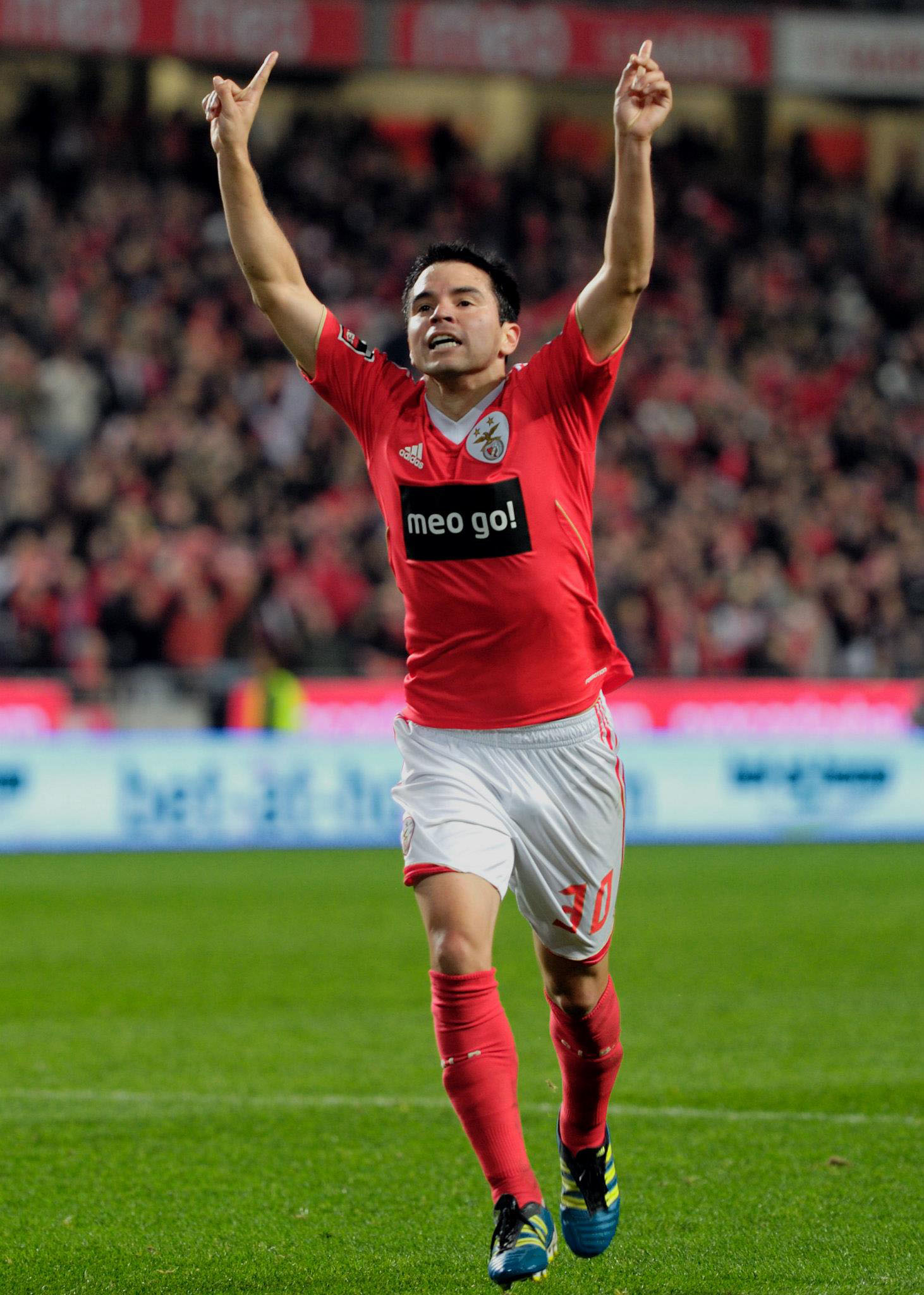
Saviola en el Benfica.

Javier Pedro Saviola Fernández (Buenos Aires, 11 de diciembre de 1981), conocido popularmente como El Conejo, es un exfutbolista y entrenador argentino nacionalizado español en 2004. Actualmente es segundo entrenador de Óscar López en el Fútbol Club Barcelona Juvenil "A". A su vez, es Presidente Honorario de Escuelas River. 
Inició su carrera deportiva en las divisiones inferiores de la Sociedad de Fomento Parque Chas hasta 1996, donde rápidamente pasó al Club Atlético River Plate en el cual debutó profesionalmente en 1998 con 16 años y convirtiendo un gol ante Gimnasia de la Plata, convirtiéndose en una de las grandes promesas generadas por el mencionado club. Sus cualidades lo llevaron a ser convocado en varias oportunidades para integrar la selección de fútbol de Argentina, tanto en su categoría Sub-20, como en el Seleccionado mayor.
Como representante de su país, supo consagrarse campeón en el Seleccionado Sub-20 del Mundial de fútbol organizado en Argentina en 2001 (siendo a su vez, el máximo artillero del torneo) e integró el plantel que lograría la epopeya de obtener la medalla de oro en los Juegos Olímpicos de 2004 en Atenas, devolviéndole a su país la oportunidad de ganar un oro olímpico, tras 12 años de espera. Asimismo, integrando el Seleccionado mayor de fútbol, participó en la Copa América 2004 organizada en Perú, la Copa FIFA Confederaciones 2005 y la Copa Mundial de Fútbol de 2006, estos dos últimos organizados en Alemania, alcanzando el subcampeonato en la Copa América y la Confederaciones.

## Trayectoria

### River Plate
Llegó desde el Club Asociación de Fomento Parque Chas al River Plate a los 16 años. Su puesto es el de puntero derecho o izquierdo, siendo un jugador que generalmente arranca desde las bandas hacia el centro.
Debutó en el primer equipo del Club Atlético River Plate con 16 años y 10 meses, con la camiseta 27 ante Gimnasia y Esgrima de Jujuy, en un encuentro correspondiente al Torneo Apertura 1998 siendo el jugador más joven en debutar con un gol. Luego se coronó campeón en el Torneo Apertura 1999, siendo el máximo goleador con 15 tantos, y el segundo más joven en conseguir el premio, con 18 años y 1 día, detrás de Maradona por 8 días. También obtuvo el título en el Torneo Clausura 2000. En esta etapa en River, consiguió 58 goles en 120 partidos oficiales.

### Barcelona, Mónaco y Sevilla

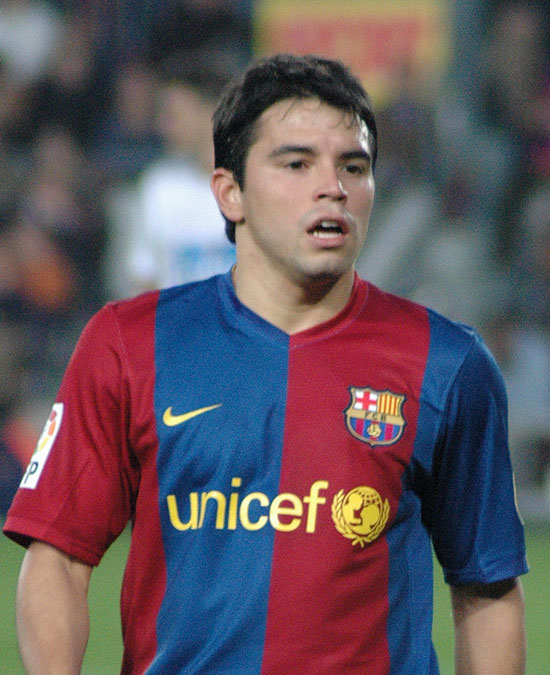
Javier Saviola durante su etapa en el F. C. Barcelona.

Tras el Mundial sub-20 de 2001, y con tan sólo 19 años, fichó por el F. C. Barcelona, que pagó por él 36 millones de euros. A pesar de que jugó a muy buen nivel durante sus tres primeras temporadas en el F. C. Barcelona,[cita requerida] en verano de 2004, fue cedido por una temporada al A.S. Mónaco, con el que disputó la Liga francesa de fútbol y la Liga de Campeones de la UEFA en la temporada 2004-2005. Tras volver del Principado, fue cedido al Sevilla Fútbol Club para la temporada 2005-2006, con el que obtuvo el título de la Copa de la UEFA 2006. Siendo el máximo goleador del equipo sevillano.
En julio de 2006 volvió a entrenar con el Barcelona, a pesar de que su entrenador Frank Rijkaard dijo que no figuraba en sus planes. En los partidos de pretemporada 2006-07, Saviola hizo tres goles para el Barça. Pero al principio de la temporada, después de la lesión de Eto'o, Rijkaard volvió a confiar en él para luego relegarlo al banquillo tras la recuperación del camerunés.

### Real Madrid
En julio de 2007, Txiki Begiristain desaconsejó su renovación debido a los numerosos jugadores con los que se contaba en ese puesto en el F. C. Barcelona, por lo que tras haber terminado contrato con el equipo, Javier Saviola fichó con el Real Madrid y fue presentado ante unas 3000 personas en el Estadio Santiago Bernabéu.
Su primer gol con su nuevo equipo en competición oficial lo logró el 15 de septiembre de 2007 ante la Unión Deportiva Almería, en el marco de la Liga española.
Su marcha al Santiago Bernabéu fue uno de los "bombazos" informativos en el deporte español al final de la temporada 2006/07. Saviola salió de Barcelona debido a que el neerlandés Frank Rijkaard no contaba con él, pero en Madrid tampoco tuvo muchos minutos con el alemán Bernd Schuster ni, destituido éste, con su sustituto Juande Ramos.

### SL Benfica
El 26 de junio de 2009 se hizo oficial su traspaso al SL Benfica de Portugal por 5 millones de euros, teniendo un alto contrato económico con dicho club portugués, gran parte de ese contrato era sufragado por el Real Madrid, como en el caso de Javi García, vendido ese mismo año a este mismo club.
Fue nombrado mejor jugador de la Superliga Portuguesa en la temporada 2009-2010, marcando 11 goles y ayudando a su equipo a ganar esta competición por delante del Oporto.
El 23 de junio de 2011 estuvo presente en la reinauguración de la Asociación de Fomento que lo vio nacer futbolísticamente luego de una demolición parcial y reconstrucción que demandaron un año y medio de intenso trabajo y que el mismo financió, en retribución al Barrio que lo vio nacer y crecer como persona y futbolísticamente: Parque Chas Buenos Aires.

### Málaga
El 30 de agosto de 2012 vuelve a la liga española fichando por el Málaga C.F. por una temporada, equipo que participa por primera vez en la UEFA Champios League y en el que se une a compatriotas suyos como Wilfredo Caballero, Martín Demichelis y Diego Buonanotte. Debuta con la camiseta del Málaga C.F. el 1 de septiembre de 2012 jugando los segundos 45 minutos de un encuentro frente al Real Zaragoza, sustituyendo al canterano de 16 años Fabrice Olinga. Con su participación con el Málaga en la Champions League, se convierte en uno de los jugadores que ha participado en esta competición con mayor cantidad de equipos (5).

### Olympiacos
El 25 de julio de 2013, Saviola firmó un contrato de dos años con los actuales campeones griegos Olympiacos Fútbol Club, El anotó su primer gol en la Superliga el 25 de agosto, que entra en el medio tiempo y ayudar a su equipo venir de atrás para ganar 2 -1 contra el Atromitos FC en casa. El 10 de diciembre se anotó un doblete - y también falló un penalti - en un éxito de 3-1 sobre RSC Anderlecht también en el Estadio Karaiskakis por última ronda de la fase de grupos.

### Hellas Verona
En septiembre de 2014, se incorpora al Hellas Verona. No disfrutó de mucho protagonismo en el equipo italiano, que sólo pudo luchar por la permanencia.

### Vuelta a River
Tras reunirse con Saviola, el director técnico del River Plate, Marcelo Gallardo, manifestó su conformidad a la dirigencia para que el jugador regresara al club. Saviola se puso rápidamente de acuerdo con la directiva y volvió a su club de origen luego de catorce años obteniendo la Copa Libertadores y la Suruga Bank respectivamente. Luego de un semestre de bajo rendimiento se salió del millonario, donde no era un titular regular. Disputó 17 partidos y no convirtió goles.

## Fútbol sala y Fútbol 7
En febrero de 2018, tras más de dos años de inactividad, se incorporó al FC Encamp de la Primera División de Fútbol Sala de Andorra. Jugó al fútbol sala con ese club hasta 2021, adjudicándose cuatro ediciones consecutivas de la liga andorrana.
En enero de 2023 volvió a la actividad, pero esta vez como jugador invitado de Kunisports en la Kings League, un torneo de fútbol 7 profesional. Reapareció actuando para ese equipo en la Kings World Cup Clubs 2025.

## Selección nacional

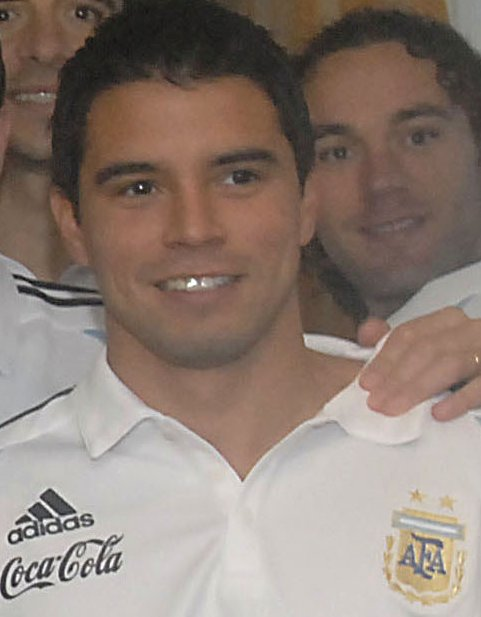
Saviola junto a Gabriel Milito en una ceremonia en la selección argentina, en 2008.

Debutó con la selección argentina el miércoles 16 de agosto de 2000, en un partido frente a Paraguay, ingresando a los 75 minutos de juego por Gustavo López; el encuentro finalizó igualado 1-1. En ese momento, Saviola contaba con 18 años de edad y vistió la camiseta número 7.
En el año 2001 participó en la Copa Mundial de Fútbol Juvenil organizada por la FIFA en Argentina. Argentina se proclamó campeona con un gol de Saviola en la final y además Saviola se convirtió en el máximo goleador y fue nombrado "el mejor jugador del Mundial".
Formó parte del equipo de la Copa América 2004 que logró el subcampeón. También estuvo en los planteles de los Juegos Olímpicos de Atenas 2004, Copa Confederaciones 2005 y Copa Mundial de Fútbol de 2006 anotando un gol. Después fue convocado para algunos partidos amistosos y de eliminatorias para la Copa Mundial de Fútbol de 2010, pero en diciembre de 2009 anunció su retiro de la selección.

### Participaciones en Copas del Mundo
| Mundial                  | Sede                     | Resultado                | Pj | Goles | Prom. |
| ------------------------ | ------------------------ | ------------------------ | -- | ----- | ----- |
| Copa Mundial Sub-20 2001 | Argentina                | Campeón                  | 7  | 11    | 1,57  |
| Copa Mundial 2006        | Alemania                 | Cuartos de final         | 3  | 1     | 0,33  |
| Total en Copas del Mundo | Total en Copas del Mundo | Total en Copas del Mundo | 10 | 12    | 1,20  |

### Participaciones en Copas América
| Copa                   | Sede                   | Resultado              | Partidos | Goles | Prom. |
| ---------------------- | ---------------------- | ---------------------- | -------- | ----- | ----- |
| Copa América 2004      | Perú                   | Subcampeón             | 3        | 3     | 1,00  |
| Total en Copas América | Total en Copas América | Total en Copas América | 3        | 3     | 1,00  |

### Participaciones en Juegos Olímpicos
| Juegos Olímpicos                | Sede                      | Resultado                 | Partidos | Goles | Prom. |
| ------------------------------- | ------------------------- | ------------------------- | -------- | ----- | ----- |
| Juegos Olímpicos de Atenas 2004 | Atenas                    | Medalla de oro            | 3        | 1     | 0,33  |
| Total en Juegos Olímpicos       | Total en Juegos Olímpicos | Total en Juegos Olímpicos | 3        | 1     | 0,33  |

### Participaciones en Copas Confederaciones
| Copa Confederaciones           | Sede                           | Resultado                      | Partidos | Goles | Prom. |
| ------------------------------ | ------------------------------ | ------------------------------ | -------- | ----- | ----- |
| Copa FIFA Confederaciones 2005 | Alemania                       | Subcampeón                     | 3        | 1     | 0,33  |
| Total en Copas Confederaciones | Total en Copas Confederaciones | Total en Copas Confederaciones | 3        | 1     | 0,33  |

### Estadísticas
| Selección          | Competición        | Partidos | Goles | Asistencias | Prom. |
| ------------------ | ------------------ | -------- | ----- | ----------- | ----- |
| Argentina          | Amistosos          | 19       | 5     | 0           | 0,26  |
| Argentina          | Copa América       | 3        | 3     | 0           | 1,00  |
| Argentina          | Eliminatorias      | 12       | 1     | 0           | 0,08  |
| Argentina          | Mundial            | 3        | 1     | 1           | 0,10  |
| Argentina          | Confederaciones    | 3        | 1     | 1           | 0,33  |
| Argentina          | Juegos Olímpicos   | 3        | 1     | 0           | 0,33  |
| Total en Selección | Total en Selección | 43       | 12    | 2           | 0,28  |

### Goles
| Argentina Absoluta |                         |                                                     |                     |                   |                 |                                      |
| #                  | Fecha                   | Lugar                                               | Rival               | Resultado parcial | Resultado final | Competición                          |
| 1.                 | 20 de abril de 2003     | June 11 Stadium, Trípoli, Libia                     | Libia               | 1–0               | 3–1             | Amistoso                             |
| 2.                 | 8 de junio de 2003      | Nagai Stadium, Osaka, Japón                         | Japón               | 1–0               | 4–1             | Amistoso                             |
| 3.                 | 11 de junio de 2003     | Seoul World Cup Stadium, Seoul, Corea del Sur       | Corea del Sur       | 1–0               | 1–0             | Amistoso                             |
| 4.                 | 30 de junio de 2004     | Giants Stadium, Nueva Jersey, Estados Unidos        | Perú                | 2–0               | 2–1             | Amistoso                             |
| 5.                 | 7 de julio de 2004      | Estadio Elías Aguirre, Chiclayo, Perú               | Ecuador             | 2–1               | 6–1             | Copa América 2004                    |
| 6.                 | 7 de julio de 2004      | Estadio Elías Aguirre, Chiclayo, Perú               | Ecuador             | 3–1               | 6–1             | Copa América 2004                    |
| 7.                 | 7 de julio de 2004      | Estadio Elías Aguirre, Chiclayo, Perú               | Ecuador             | 4–1               | 6–1             | Copa América 2004                    |
| 8.                 | 17 de noviembre de 2004 | Estadio Antonio V. Liberti, Buenos Aires, Argentina | Venezuela           | 3–1               | 3–2             | Conmebol 2006                        |
| 9.                 | 15 de junio de 2005     | RheinEnergieStadion, Cologne, Alemania              | Túnez               | 2–0               | 2 – 1           | Copa FIFA Confederaciones 2005       |
| 10.                | 10 de junio de 2006     | Imtech Arena, Hamburg, Alemania                     | Costa de Marfil     | 2–0               | 2–1             | Mundial 2006                         |
| 11.                | 7 de febrero de 2007    | Stade de France, Saint-Denis, Francia               | Francia             | 1–0               | 1–0             | Amistoso                             |
| Argentina Sub-23   |                         |                                                     |                     |                   |                 |                                      |
| #                  | Fecha                   | Lugar                                               | Rival               | Resultado parcial | Resultado final | Competición                          |
| 1.                 | 11 de agosto de 2004    | Estadio Pampeloponisiako, Patras, Grecia            | Serbia y Montenegro | 2–0               | 6–0             | Juegos Olímpicos de Atenas 2004      |
| Argentina Sub-20   |                         |                                                     |                     |                   |                 |                                      |
| #                  | Fecha                   | Lugar                                               | Rival               | Resultado parcial | Resultado final | Competición                          |
| 1.                 | 20 de junio de 2001     | José Amalfitani, Buenos Aires, Argentina            | Egipto              | 1–1               | 7-1             | Copa del Mundo de Fútbol sub-20 2001 |
| 2.                 | 20 de junio de 2001     | José Amalfitani, Buenos Aires, Argentina            | Egipto              | 2–1               | 7-1             | Copa del Mundo de Fútbol sub-20 2001 |
| 3.                 | 20 de junio de 2001     | José Amalfitani, Buenos Aires, Argentina            | Egipto              | 4–1               | 7-1             | Copa del Mundo de Fútbol sub-20 2001 |
| 4                  | 23 de junio de 2001     | José Amalfitani, Buenos Aires, Argentina            | Jamaica             | 2–0               | 5-1             | Copa del Mundo de Fútbol sub-20 2001 |
| 5                  | 23 de junio de 2001     | José Amalfitani, Buenos Aires, Argentina            | Jamaica             | 5–1               | 5-1             | Copa del Mundo de Fútbol sub-20 2001 |
| 6                  | 1 de julio de 2001      | José Amalfitani, Buenos Aires, Argentina            | Francia             | 1–0               | 3-1             | Copa del Mundo de Fútbol sub-20 2001 |
| 7                  | 1 de julio de 2001      | José Amalfitani, Buenos Aires, Argentina            | Francia             | 2–1               | 3-1             | Copa del Mundo de Fútbol sub-20 2001 |
| 8                  | 1 de julio de 2001      | José Amalfitani, Buenos Aires, Argentina            | Francia             | 3–1               | 3-1             | Copa del Mundo de Fútbol sub-20 2001 |
| 9                  | 4 de julio de 2001      | José Amalfitani, Buenos Aires, Argentina            | Paraguay            | 1–0               | 5-0             | Copa del Mundo de Fútbol sub-20 2001 |
| 10                 | 4 de julio de 2001      | José Amalfitani, Buenos Aires, Argentina            | Paraguay            | 2–0               | 5-0             | Copa del Mundo de Fútbol sub-20 2001 |
| 11                 | 8 de julio de 2001      | José Amalfitani, Buenos Aires, Argentina            | Ghana               | 2–0               | 3-0             | Copa del Mundo de Fútbol sub-20 2001 |

## Estadísticas

### Clubes
- Actualizado hasta el 8 de noviembre de 2015./center>

| Club | Div             | Temporada     | Liga(1) | Liga(1) | Liga(1) | Copas nacionales(2) | Copas nacionales(2) | Copas nacionales(2) | Torneos internacionales(3) | Torneos internacionales(3) | Torneos internacionales(3) | Total | Total | Total  | Media goleadora(4) |
| Club | Div             | Temporada     | Part.   | Goles   | Asist.  | Part.               | Goles               | Asist.              | Part.                      | Goles                      | Asist.                     | Part. | Goles | Asist. | Media goleadora(4) |
| --- | --------------- | ------------- | ------- | ------- | ------- | ------------------- | ------------------- | ------------------- | -------------------------- | -------------------------- | -------------------------- | ----- | ----- | ------ | ------------------ |
| River Plate Argentina |                 |               |         |         |         |                     |                     |                     |                            |                            |                            |       |       |        |                    |
| 1.ª | 1998-99         | 20            | 7       | 1       | —       | —                   | —                   | 10                  | 2                          | 2                          | 30                         | 9     | 3     | 0,30   |                    |
| 1.ª | 1999-00         | 33            | 19      | 10      | —       | —                   | —                   | 11                  | 3                          | 1                          | 44                         | 22    | 11    | 0,50   |                    |
| 1.ª | 2000-01         | 34            | 20      | 11      | —       | —                   | —                   | 12                  | 7                          | 2                          | 46                         | 27    | 13    | 0,59   |                    |
| Total 1.ª etapa | Total 1.ª etapa | 87            | 46      | 22      | 0       | 0                   | 0                   | 33                  | 12                         | 5                          | 120                        | 58    | 27    | 0,48   |                    |
| FC Barcelona · España | 1.ª             |               |         |         |         |                     |                     |                     |                            |                            |                            |       |       |        |                    |
| FC Barcelona · España | 1.ª             | 2001-02       | 36      | 17      | 9       | 1                   | 0                   | 0                   | 12                         | 4                          | 3                          | 49    | 21    | 12     | 0,44               |
| FC Barcelona · España | 1.ª             | 2002-03       | 36      | 13      | 7       | 1                   | 0                   | 0                   | 16                         | 7                          | 1                          | 53    | 20    | 8      | 0,41               |
| FC Barcelona · España | 1.ª             | 2003-04       | 33      | 14      | 4       | 6                   | 2                   | 2                   | 7                          | 3                          | 2                          | 46    | 19    | 8      | 0,41               |
| AS Monaco Mónaco | 1.ª             | 2004-05       | 29      | 8       | 4       | 6                   | 6                   | 0                   | 7                          | 4                          | 1                          | 42    | 18    | 5      | 0,40               |
| Sevilla FC · España |                 |               |         |         |         |                     |                     |                     |                            |                            |                            |       |       |        |                    |
| 1.ª | 2005-06         | 29            | 9       | 2       | —       | —                   | —                   | 13                  | 6                          | 2                          | 42                         | 15    | 4     | 0,36   |                    |
| FC Barcelona · España | 1.ª             |               |         |         |         |                     |                     |                     |                            |                            |                            |       |       |        |                    |
| FC Barcelona · España | 1.ª             | 2006-07       | 18      | 5       | 2       | 7                   | 7                   | 1                   | 1                          | 0                          | 0                          | 26    | 12    | 3      | 0,46               |
| FC Barcelona · España | Total club      | Total club    | 123     | 49      | 22      | 15                  | 9                   | 3                   | 36                         | 14                         | 6                          | 174   | 72    | 31     | 0,43               |
| Real Madrid · España |                 |               |         |         |         |                     |                     |                     |                            |                            |                            |       |       |        |                    |
| 1.ª | 2007-08         | 9             | 3       | 0       | 6       | 0                   | 0                   | 2                   | 0                          | 0                          | 17                         | 3     | 0     | 0,18   |                    |
| 1.ª | 2008-09         | 8             | 1       | 1       | 2       | 1                   | 0                   | 4                   | 0                          | 0                          | 14                         | 2     | 1     | 0,14   |                    |
| Total club | Total club      | 17            | 4       | 1       | 8       | 1                   | 0                   | 6                   | 0                          | 0                          | 31                         | 5     | 1     | 0,16   |                    |
| SL Benfica Portugal |                 |               |         |         |         |                     |                     |                     |                            |                            |                            |       |       |        |                    |
| 1.ª | 2009-10         | 27            | 11      | 5       | 6       | 2                   | 1                   | 11                  | 6                          | 5                          | 44                         | 19    | 11    | 0,43   |                    |
| 1.ª | 2010-11         | 24            | 9       | 9       | 11      | 4                   | 6                   | 12                  | 1                          | 0                          | 47                         | 14    | 15    | 0,30   |                    |
| 1.ª | 2011-12         | 18            | 4       | 6       | 7       | 2                   | 1                   | 6                   | 0                          | 1                          | 31                         | 6     | 8     | 0,19   |                    |
| Total club | Total club      | 69            | 24      | 20      | 24      | 8                   | 8                   | 29                  | 7                          | 6                          | 122                        | 39    | 34    | 0,32   |                    |
| Málaga CF · España |                 |               |         |         |         |                     |                     |                     |                            |                            |                            |       |       |        |                    |
| 1.ª | 2012-13         | 27            | 8       | 3       | 4       | 0                   | 1                   | 6                   | 1                          | 0                          | 37                         | 9     | 4     | 0,24   |                    |
| Olympiacos de El Pireo · Grecia |                 |               |         |         |         |                     |                     |                     |                            |                            |                            |       |       |        |                    |
| 1.ª | 2013-14         | 25            | 12      | 4       | 4       | 0                   | 0                   | 5                   | 2                          | 1                          | 34                         | 14    | 5     | 0,41   |                    |
| 1.ª | 2014            | 1             | 0       | 0       | —       | —                   | —                   | —                   | —                          | —                          | 1                          | 0     | 0     | 0,00   |                    |
| Total club | Total club      | 26            | 12      | 4       | 4       | 0                   | 0                   | 5                   | 2                          | 1                          | 35                         | 14    | 5     | 0,40   |                    |
| Hellas Verona · Italia |                 |               |         |         |         |                     |                     |                     |                            |                            |                            |       |       |        |                    |
| 1.ª | 2014-15         | 15            | 1       | 2       | 1       | 1                   | 1                   | —                   | —                          | —                          | 16                         | 2     | 3     | 0,12   |                    |
| River Plate Argentina |                 |               |         |         |         |                     |                     |                     |                            |                            |                            |       |       |        |                    |
| 1.ª | 2015            | 13            | 0       | 2       | —       | —                   | —                   | 4                   | 0                          | 0                          | 17                         | 0     | 2     | 0,00   |                    |
| Total club | Total club      | 99            | 46      | 26      | 0       | 0                   | 0                   | 38                  | 12                         | 12                         | 137                        | 58    | 38    | 0,42   |                    |
| Total carrera | Total carrera   | Total carrera | 434     | 161     | 84      | 62                  | 24                  | 13                  | 140                        | 46                         | 28                         | 635   | 231   | 125    | 0,36               |
| (1) Incluye datos de la Copa del Rey, Copa de la Liga de Portugal, Copa de Francia, Taça de Portugal y Supercopa de España. (2) Incluye datos de la Copa Libertadores de América, Copa Mercosur, Liga Europa de la UEFA, Liga de Campeones de la UEFA y Copa Suruga Bank. (3) Media de goles por encuentro. No incluye goles en partidos amistosos. |                 |               |         |         |         |                     |                     |                     |                            |                            |                            |       |       |        |                    |

### Selecciones
| Selección            | Año                  | Amistosos | Amistosos | Amistosos | Sudamérica(1) | Sudamérica(1) | Sudamérica(1) | Mundial(2) | Mundial(2) | Mundial(2) | Total | Total | Total  | Media goleadora |
| Selección            | Año                  | Part.     | Goles     | Asist.    | Part.         | Goles         | Asist.        | Part.      | Goles      | Asist.     | Part. | Goles | Asist. | Media goleadora |
| -------------------- | -------------------- | --------- | --------- | --------- | ------------- | ------------- | ------------- | ---------- | ---------- | ---------- | ----- | ----- | ------ | --------------- |
| Sub-20 Argentina     | 2001                 | —         | —         | —         | —             | —             | —             | 7          | 11         | 3          | 7     | 11    | 3      | 1,57            |
| Sub-23 Argentina     | 2004                 | —         | —         | —         | —             | —             | —             | 3          | 1          | 1          | 3     | 1     | 1      | 0,33            |
| Absoluta Argentina   | 2000                 | —         | —         | —         | 1             | 0             | 0             | —          | —          | —          | 1     | 0     | 0      | 0,00            |
| Absoluta Argentina   | 2001                 | —         | —         | —         | —             | —             | —             | —          | —          | —          | 0     | 0     | 0      | 0,00            |
| Absoluta Argentina   | 2002                 | 3         | 0         | 0         | —             | —             | —             | —          | —          | —          | 3     | 0     | 0      | 0,00            |
| Absoluta Argentina   | 2003                 | 5         | 3         | 1         | 3             | 0             | 0             | —          | —          | —          | 8     | 3     | 1      | 0,38            |
| Absoluta Argentina   | 2004                 | 2         | 1         | 0         | 8             | 4             | 2             | —          | —          | —          | 10    | 5     | 2      | 0,50            |
| Absoluta Argentina   | 2005                 | 3         | 0         | 0         | 2             | 0             | 1             | 3          | 1          | 1          | 8     | 1     | 2      | 0,13            |
| Absoluta Argentina   | 2006                 | 2         | 0         | 1         | —             | —             | —             | 3          | 1          | 1          | 5     | 1     | 2      | 0,20            |
| Absoluta Argentina   | 2007                 | 4         | 1         | 0         | 1             | 0             | 0             | —          | —          | —          | 5     | 1     | 0      | 0,20            |
| Absoluta Argentina   | Total                | 19        | 5         | 2         | 15            | 4             | 3             | 6          | 2          | 2          | 40    | 11    | 7      | 0,28            |
| Total en selecciones | Total en selecciones | 19        | 5         | 2         | 15            | 4             | 3             | 16         | 14         | 6          | 50    | 23    | 11     | 0,46            |

### Resumen estadístico
| Competición                | Partidos | Goles | Promedio | Asistencias | Promedio |
| -------------------------- | -------- | ----- | -------- | ----------- | -------- |
| Liga                       | 434      | 161   | 0,37     | 59          | 0,13     |
| Copas nacionales           | 61       | 24    | 0,39     | 11          | 0,18     |
| Copa Internacionales       | 139      | 46    | 0,36     | 25          | 0,18     |
| Selección Argentina        | 40       | 11    | 0,27     | 3           | 0,07     |
| Argentina Olímpica         | 3        | 1     | 0,33     | 0           | 0,00     |
| Selección argentina Sub-20 | 7        | 11    | 1,57     | 3           | 0,42     |
| TOTAL                      | 684      | 254   | 0,37     | 100         | 0,14     |

## Palmarés

### Campeonatos nacionales
| Título                     | Club                   | Sede         | Año      |
| -------------------------- | ---------------------- | ------------ | -------- |
| Primera División           | River Plate            | Buenos Aires | A - 1999 |
| Primera División           | River Plate            | Buenos Aires | C - 2000 |
| Supercopa de España        | FC Barcelona           | Barcelona    | 2006     |
| Primera División de España | Real Madrid            | Pamplona     | 2007/08  |
| Supercopa de España        | Real Madrid            | Madrid       | 2008     |
| Primeira Liga              | SL Benfica             | Lisboa       | 2009/10  |
| Copa de la Liga            | SL Benfica             | Faro         | 2009/10  |
| Copa de la Liga            | SL Benfica             | Coimbra      | 2010/11  |
| Copa de la Liga            | SL Benfica             | Coimbra      | 2011/12  |
| Superliga de Grecia        | Olympiacos de El Pireo | El Pireo     | 2013/14  |
| Superliga de Grecia (*)    | Olympiacos de El Pireo | El Pireo     | 2014/15  |

### Campeonatos internacionales
| Título                        | Club(**)           | Sede         | Año     |
| ----------------------------- | ------------------ | ------------ | ------- |
| Copa Mundial de Fútbol Sub-20 | Argentina Sub-20   | Buenos Aires | 2001    |
| Juegos Olímpicos              | Argentina Olímpica | Atenas       | 2004    |
| Copa de la UEFA               | Sevilla FC         | Eindhoven    | 2005/06 |
| Copa Libertadores             | River Plate        | Buenos Aires | 2015    |
| Copa Suruga Bank              | River Plate        | Osaka        | 2015    |

(*) Si bien ya no integraba la plantilla al momento de la obtención del campeonato, se le adjudica por haber jugado minutos en el transcurso del mismo.
(**) Incluye selecciones.

### Distinciones individuales
| Distinción                                                      | Año    |
| --------------------------------------------------------------- | ------ |
| Rey de América                                                  | 1999   |
| Parte del Equipo Ideal de América                               | 1999   |
| Futbolista Argentino del Año                                    | 1999   |
| Máximo goleador de Primera División (15 goles)                  | A-1999 |
| Mejor jugador de la Copa Mundial de Fútbol Juvenil              | 2001   |
| Máximo goleador de la Copa Mundial de Fútbol Juvenil (11 goles) | 2001   |
| Trofeo EFE                                                      | 2002   |
| Nominado al Balón de Oro                                        | 2002   |
| Galardonado como uno de los FIFA 100                            | 2004   |
| Máximo goleador de la Copa de Francia (5 goles)                 | 2005   |
| Máximo goleador de la Copa del Rey (7 goles)                    | 2007   |
| Mejor jugador de la Primera División de Portugal                | 2010   |

### Récords
- Máximo goleador en la historia de la Copa Mundial de Fútbol Sub-20 (11 goles en la Copa Mundial de Fútbol Juvenil de 2001). Récord mundial absoluto

## Entrenador
A comienzos de la temporada 2016/17 inicia su etapa como entrenador llevando los mandos del modesto FC Ordino de la Primera División de Andorra.